# Monophyllanthe araracuarensis
Monophyllanthe araracuarensis är en strimbladsväxtart som beskrevs av S.Suárez, Galeano och H.Kenn. Monophyllanthe araracuarensis ingår i släktet Monophyllanthe och familjen strimbladsväxter. Inga underarter finns listade.